# Willem Adriaansz
Willem Adriaansz (* 2. November 1921 in Zeist; † 12. April 2016) war ein niederländischer Musikforscher und Pianist.

## Leben und Werk
Nach Studien am Utrechter Konservatorium, wo er 1949 sein Klavierdiplom erwarb, und an den Universitäten Amsterdam und Utrecht (Musikethnologie und Anthropologie) sowie ab 1959 einem Studium der Musikwissenschaft an der University of California in Los Angeles (M.A. 1961) promovierte er 1965 zum Ph.D. mit der Dissertation The Kumiuta and Danmono Traditions of Japanese Koto Music.
Adriaansz arbeitete von 1961 bis 1963 als Assistant Professor an der University of Illinois in Urbana und von 1965 bis 1968 an der University of Washington in Seattle. Seit 1968 arbeitete er als Associate Professor am San Fernando Valley State College in Northridge (Kalifornien).

## Veröffentlichungen
- Research into the Chronology of Danmono (1967, in: Ethnomusicology)
- On the Evolution of The Instrumental Repertoire of the Koto (1968, in: Proceedings of the Centennial Workshop on Ethnomusicology)
- Rōsai (1969, in: Ethnomusicology)